# Булгары (Могилёвская область)
Булга́ры (бел. Булгары) — деревня в составе Вязьевского сельсовета Осиповичского района Могилёвской области Белоруссии.

## Этимология
В основе названия лежит наименование раннефеодального государственного образования X—XV веков в Поволжье.

## Географическое положение
Расположены в 7 км на восток от Осиповичей и в 3 км от ж/д станции Осиповичи-2, в 126 км от Могилёва, рядом с автодорогой Минск — Бобруйск. Через деревню пролегает улица, по обеим сторонам застроенная деревянными домами.

## История
Основанные в XIX веке, Булгары в 1897 году представляли собой фольварк с 1 двором и 16 жителями, находящийся в Замошской волости Бобруйского уезда Минской губернии. В 1907 году упоминались уже с 10 дворами и 61 жителем. В 1917 году числятся уже 16 дворов с 82 жителями. С февраля по ноябрь 1918 года Булгары были оккупированы германскими войсками, с августа 1919 по июль 1920 года — польскими. В 1930 году здесь был создан колхоз «Рассвет».
Во время Великой Отечественной войны Булгары были оккупированы немецко-фашистскими войсками с конца июня 1941 года по 28 июня 1944 года; шестеро жителей погибли на фронте.

## Население
- 1897 год — 16 человек, 1 двор[1]
- 1907 год — 61 человек, 10 дворов[1]
- 1986 год — 82 человека, 16 дворов[1]
- 1926 год — 96 человек, 18 дворов[1]
- 1970 год — 75 человек[1]
- 1986 год — 47 человек, 23 хозяйства[1]
- 2002 год — 29 человек, 16 хозяйств[1]
- 2007 год — 30 человек, 14 хозяйств[1]

## Комментарии
1. ↑  Название и ударение даны по: Назвы населеных пунктаў Рэспублікі Беларусь: Магілёўская вобласць: нарматыўны даведнік / І. А. Гапоненка і інш.; пад рэд. В. П. Лемцюговай. — Минск: Тэхналогія, 2007. — С. 59. — 406 с. — ISBN 978-985-458-159-0.